# Jacaranda brasiliana
El jacarandá o caroba (Jacaranda brasiliana),  es una especie de bignoniácea arbórea del género Jacaranda, sección Jacaranda. Habita en áreas cálidas del centro de Sudamérica.

## Distribución y hábitat
Este árbol es un taxón endémico del Cerrado del Brasil. Se distribuye en los estados de: Bahía, Ceará, Distrito Federal, Goiás,  Maranhão, Mato Grosso, Mato Grosso del Sur, Minas Gerais, Pará, Paraíba, Pernambuco y Piauí. Hay también una herborización en Río Grande del Sur colectada por Friedrich Sellow (Nº de colección 1597 del herbario HBG).
Habita bajo un clima tropical en altitudes de entre 150 y 1100 m s. n. m.. Frecuenta terrenos arenosos, rocosos o accidentados, en bosques xerófilos que sufren periódicamente incendios.
Es empleado como un árbol urbano en regiones de clima cálido de todo el mundo.

## Descripción
Es una especie arbórea, generalmente de 5 a 8 m de alto (hasta más de 12 m y 80 cm de diámetro) y hojas compuestas, con folíolos discolores. Corteza de color pajizo grisáceo pálido con estrías longitudinales. Florece proterante en primavera; su copa se torna de notable apariencia al cubrirse de flores de color azul, azul-lila, violeta o púrpura (según el ejemplar) con blanco en los lados del tubo, con un área más pálida o amarillenta en el lado superior de la garganta, y el cáliz y la base de la corola azulnegruzco. Pelos blancos con glándulas amarillentas; pistilo y filamentos blancos, anteras ahumadas.  El fruto es una sámara pendiente, grande, redondeada y achatada, verde inmadura, que al madurar se seca y abre, liberando multitud de semillas aladas las que son dispersadas por el viento.

## Taxonomía
Este jacarandá fue descrito originalmente en el año 1785 por el naturalista francés Jean-Baptiste-Pierre-Antoine de Monet, chevalier de Lamarck, bajo el nombre científico de Bignonia brasiliana. En el año 1807 el botánico, algólogo y micólogo sudafricano de nacimiento y francés de adopción, Christiaan Hendrik Persoon lo transfirió al género Jacaranda.
Etimología
Jacaranda: nombre genérico que proviene de su nombre nativo guaraní y significa "fragante";
brasiliana es un epíteto geográfico que alude a su localización en Brasil.